# Brokerjet České spořitelny
Brokerjet České spořitelny, a.s. byla makléřská společnost založená v říjnu 2002, jako dceřiná společnost České spořitelny a rakouské společnosti ecetra Internet Services AG, dceřiné společnosti Erste Bank. I přes zlepšující se hospodářské výsledky se ČS rozhodla Brokerjet k 30. listopadu 2015 ukončit.
Snahou společnosti brokerjet v České republice bylo rozšíření online obchodování s nástroji peněžního trhu mezi nejširší veřejnost. V roce 2009 společnost spustila projekt Trading School – sérii vzdělávacích seminářů a webinářů zaměřených na vzdělávání od základů kapitálového trhu až k obchodním technikám profesionálů.
V roce 2021 Česká spořitelna zveřejnila informaci o odkoupení dceřiné společnosti brokerjet České spořitelny, a.s. v likvidaci kupující společností Českou spořitelnou, a.s. Vlastnictví nabyla k 1.4.2021. V rámci transakce došlo k převedení veškerého zákaznického majetku na kupující společnost.

## Typy nástrojů peněžního trhu
Typy nástrojů peněžního trhu, s nimiž bylo přes brokerjet možné obchodovat:
- Akcie
- CFDs
- ETF
- Forex
- Futures
- Investiční certifikáty
- Podílové fondy
- SFDs
- Warranty